# カケラ (映画)
『カケラ』（英題：A Piece of Our Life）は、2009年製作の日本映画。原作は、桜沢エリカの漫画『LOVE VIBES』。
奥田瑛二の長女、安藤モモ子の初監督作品。

## ストーリー
恋人との関係に疑問を抱き始めた女子大生ハル（満島ひかり）はカフェでカプチーノを飲んでいると、リコというレスビアンのメディカル・アーティスト（中村映里子）に声をかけられる。クリーニング屋を営むリコの家に行くなど交流をもつ間に、二人の間には愛が芽生える。男との関係を清算できないハルを居酒屋で批判するリコ。二人はしばらく絶交状態に。そんな中、リコは自分の顧客である山城陶子（かたせ梨乃）をゲイバーで発見する。リコと陶子はしばらく付き合うが、ハルから電話があり、リコとハルが復縁。しかし、世間体を気にせず愛情表現をするリコへの戸惑いをハルは隠せない。そして･･･。

## キャスト
- 北川ハル：満島ひかり
- 坂田リコ：中村映里子
- 篠塚了太：永岡佑
- 坂田昭吾：光石研
- 坂田啓子：根岸季衣
- 田中 正：津川雅彦
- 山城陶子：かたせ梨乃
- 老婆：志茂田景樹
- 鉄：森岡龍
- 直人：春謡漁介
- キサラギ：大堀恵
- バーのマスタ：尚玄

## 映画祭
- 2009年（第34回）湯布院映画祭[1]（8月29日）
- 2009年 ロンドン - （第17回）レインダンス映画祭出品（10月7日、9日[2]）
- フランス・パリ - KINOTAYO映画祭（第4回）2009出品 ニコン最優秀映像賞（安藤モモ子監督）[3]
- スウェーデン - ストックホルム国際映画祭2009出品
- 第9回はままつ映画祭2010[4]（10月30日）
- 第1回愛媛LGBT映画祭2011[5]（12月3日～9日）